# Antonio del Castillo y Chirino
Antonio del Castillo y Chirino fou un militar castellà que va lluitar a favor del bàndol austriacista durant la Guerra de Successió Espanyola.
Va néixer a Conca (Castella) durant la segona meitat del segle xvii. Va participar en la defensa de Barcelona durant el setge borbònic de 1713-1714. El 15 d'agost de 1714, després de la mort del marquès de Las Navas, coronel del regiment de Santa Eulàlia a la batalla del Baluard de Santa Clara, va ser nomenat coronel del regiment.
Va lluitar en la batalla de l'11 de setembre i, com a responsable de la defensa de la ciutat, el 22 de setembre va ser arrestat juntament amb els altres oficials militars responsables de la defensa. Va ésser enviat a la presó del castell d'Alacant i des d'allà, a finals de novembre, va ser destinat a les presons del castell de San Antón de la Corunya, juntament amb altres militars destacats com el tinent general Antoni de Villarroel, comandant en cap de la defensa de la ciutat, el general Miquel de Ramon, el coronel Pere Vinyals i Veguer i el tinent coronel Eudald Mas i Duran. El 21 d'octubre de 1725, en virtut de l'article 9è del Tractat de Pau de Viena, va ésser alliberat juntament amb la resta d'oficials militars presos. Es desconeix el camí que va seguir i on va morir el coronel Antonio del Castillo.